# Giuseppe Bonura
Giuseppe Giuliano Nazzareno Bonura (Fano, 25 dicembre 1933 – Milano, 14 luglio 2008) è stato uno scrittore e critico letterario italiano.

## Biografia
Nato a Fano, ha vissuto per la maggior parte della sua vita a Milano. Era stato giornalista culturale di Avvenire e aveva collaborato a vari periodici culturali. È stato autore di romanzi, volumi di racconti e libri di saggistica letteraria.
È tumulato al Cimitero Maggiore di Milano, in un colombaro.

## Opere

### Romanzi
- Il rapporto (Rizzoli), (premio "Il Libro Giovane", 1967).
- La pista del Minotauro (Rizzoli), (Premio Nazionale Letterario Pisa, 1971[2]).
- La doppia indagine (Rizzoli)
- I custodi del silenzio (Rizzoli)
- Morte di un senatore (Fabbri)
- L'adescatore (Mondadori), 1975.
- La vita astratta (Mondadori), Premio Città di Penne[3]
- Il segreto di Alias (Aragno) (Premio Grinzane Cavour - Selezione, Premio Comisso - Selezione)[3]
- La ragazza dalla luna storta (Aragno)
- Per partito preso (Aragno) (finalista al premio Strega 1978)[4]
- Le notti del cardinale (Aragno) (Premio Grinzane Cavour)[5]
- La congiura di Maralto (Aragno)
- I barboni della regina (Aragno)
- Il prato delle voci di marmo (Aragno)
- Biografia di un delitto (Avagliano)
- Le radici del tempo (Avagliano)

### Racconti
- I satiri virtuosi (Rizzoli)
- La castità dell'ospite (Rizzoli, premio Buzzati)

### Saggistica
- Il gioco del romanzo (Giunti)
- Invito alla lettura di Italo Calvino (Mursia)
- Tecniche dell'inganno (Guaraldi), 1974